# 奧格魯特區

28°45′N 0°15′E / 28.750°N 0.250°E
奧格魯特區（阿拉伯语：‎），是阿爾及利亞的行政區，位於該國西南部，由阿德拉爾省負責管轄，首府設於奧格魯特，面積16,363平方公里，2008年人口28,869，人口密度每平方公里2人。